# Blade of the Immortal
Blade of the Immortal (無限の住人, Mugen no Jūnin, lit. "Habitante do Infinito") é um mangá japonês escrito e ilustrado por Hiroaki Samura. A série se passa no Japão durante o período do Shogunato Tokugawa e segue o samurai amaldiçoado Manji, que deve matar mil homens maus para recuperar sua mortalidade. O mangá foi publicado originalmente na revista Monthly Afternoon da editora Kodansha de junho de 1993 a dezembro de 2012 e compilado em trinta volumes de tankōbon.
A adaptação para anime foi produzida pela Bee Train e lançada em 2008. Também em 2008, o romance Blade of the Immortal: Legend of the Sword Demon foi lançado no Japão pela Kodansha. Uma adaptação para live action de mesmo nome foi lançada em 2017. Uma segunda adaptação do anime pela Liden Films foi transmitida de outubro de 2019 a março de 2020.
Na América do Norte, o mangá foi publicado pela Dark Horse Comics. A primeira adaptação para anime foi licenciada pela Media Blasters. A segunda adaptação é licenciada pela Sentai Filmworks.
No Brasil, o mangá começou a ser publicado pela Conrad Editora em 2004, em um formato meio-tanko, que totaliza 38 volumes. Em 9 de Outubro de 2015 a editora JBC anunciou o lançamento dele em formato BIG, que junta dois volumes tankobon em um único volume totalizando 15 edições.

## Enredo
Blade of the Immortal segue os feitos de Manji, um samurai habilidoso que tem uma vantagem decisiva: nenhum ferimento pode matá-lo, exceto por um veneno raro. No passado, suas ações criminosas levaram à morte de 100 outros samurais (incluindo o marido de sua irmã). Ele se torna imortal pelas mãos de uma freira de 800 anos chamada Yaobikuni, e é compelido pela morte de sua irmã a aceitar a busca que acabará com sua eternidade. Ele prometeu acertar as contas matando mil homens maus, e até que o faça, Manji será mantido vivo pelos "sacred bloodworms" (血仙蟲, kessen-chū), criaturas que permitem que ele sobreviva a quase qualquer ferimento e reconecte membros decepados mesmo depois de horas de separação. Eles trabalham sacrificando-se para selar a ferida - são vermes que foram criados para serem o mais próximo possível dos humanos em termos de composição química e física, sem realmente serem humanos. Eles não conseguem lidar com a regeneração em grande escala, mas, por exemplo, podem recolocar um membro decepado ou selar um buraco no cérebro.
Manji cruza o caminho de uma jovem chamada Rin Asano e promete ajudá-la a vingar seus pais, que foram mortos por um grupo de mestres espadachins liderados por Anotsu Kagehisa. Anotsu matou o pai de Rin e todo o seu dōjō, tornando-os uma família de exilados. A missão de Anotsu é reunir outros exilados e formar um novo dojo extremamente poderoso, o Ittō-ryū (uma escola que ensina qualquer técnica que vença, não importa quão exótica ou dissimulada), e começar a assumir e destruir outros dojos.
Além disso, outro grupo que se autodenomina Mugai-ryū surgiu, em oposição aos Ittō-ryū. Sua verdadeira liderança e motivos são inicialmente um mistério, mas seus métodos (qualquer tática que leve à vitória) se assemelham aos do Ittō-ryū. Eles tentam pedir a ajuda de Manji, pois parecem querer a mesma coisa. Eventualmente, Manji se junta, mas rapidamente se retira depois que ele descobre que um membro, Shira, é muito sádico para seu gosto. Depois de um tempo, Manji finalmente descobre que os Mugai-ryū trabalham para o governo. Eles são todos presos no corredor da morte que só podem viver se servirem ao xogunato. Enquanto Manji e Shira rapidamente passam a se odiar, depois que Shira foge, Manji mantém uma relação amigável com os outros membros do grupo.

## "Bloodworms" e armas
Os kessen-chū ("vermes do sangue") são organismos semelhantes a vermes capazes de curar ferimentos normalmente fatais e retardar o processo de envelhecimento, tornando uma pessoa funcionalmente imortal. Eles são produzidos por pedaços de carne (aproximadamente 2 polegadas de largura) denominados informalmente como kessen-ki ("bases kessen"); esses kessen-ki são implantados em todo o corpo de uma pessoa por Yaobikuni e, embora seis locais tenham sido identificados em Manji, a possibilidade de mais não foi descartada. Quando necessário, o kessen-ki produz kessen-chū e os envia através das artérias para reparar áreas danificadas no corpo, bem como restaurar o kessen-ki destruído. Como os kessen-chū e kessen-ki são organismos vivos, eles possuem suas próprias limitações inevitáveis e, conseqüentemente, a imortalidade que conferem é imperfeita e pode ser contornada para causar a morte do hospedeiro; três dessas condições são a interrupção da alimentação ou do oxigênio por um período prolongado, quedas severas ou aumentos de temperatura e danos súbitos nos tecidos ou danos maciços a todos os órgãos vitais que ultrapassam as habilidades regenerativas do kessen-kis. A imortalidade do hospedeiro original pode ser transplantada para outra pessoa se ambos compartilharem o mesmo tipo de sangue e um dos membros do primeiro for cirurgicamente anexado ao último; o kessen-ki no membro produzirá então o kessen-chū para o corpo do receptor. No entanto, a capacidade regenerativa concedida ao receptor não será tão potente quanto a do hospedeiro original (cujo corpo possui múltiplos kessen-ki), e se o membro for separado do corpo do receptor, o kessen-chū não pode ser continuamente produzido e eventualmente ser gasto, levando à perda da imortalidade do destinatário.
As armas que aparecem em Blade of the Immortal são em grande parte fictícias, a maioria criadas por Samura, que confessa não ter ideia do que algumas delas deveriam fazer. Normalmente, os personagens principais possuem armas exclusivas e especializadas - bestas ocultas, facas de arremesso, lâminas envenenadas e até mesmo armas destinadas a infligir o máximo de dor. O próprio Manji carrega uma série de lâminas - Sukehiro Amatsubaki ("Rain Camellia"), Kotengu ("Little Devil"), Okorobi ("Man Toppler"), Merabi ("Lady Gadfly"), Karasu ("The Crow"), Shidō ("The Four Paths"), Imo-no-Kami Tatsumasa ("Sister Defender Tatsumasa"), uma arma semelhante a uma lança chamada Aun e uma arma em forma de gancho sem nome. Algumas das outras criações de Samura incluem uma lâmina de arremesso semelhante a um debulhador de Giichi, conhecida como Mito-no-Kami de Kanetsura ("Guardião dos Três Caminhos"), que ele usa para decepar as cabeças de seus inimigos, e o grande machado de batalha Kabutsuchi de Anotsu, que foi baseado em um machado do Nepal.

## Criação e concepção
Samura afirmou que Tange Sazen foi a maior influência em seus personagens e estilo de narrativa. Em relação ao mangá no geral, ele afirmou que queria criar um novo estilo de mangá, com o estilo pretendido sendo "Não se preocupe com os detalhes - basta olhar para a história".

## Mídia

### Mangá

A primeira "morte" de Manji. Blade of the Immortal usa um estilo de arte realista diferente da maioria dos mangás tradicionais. Note que esta é uma edição ocidental, então o Onomatopeia foi modificado

Blade of the Immortal, escrito e ilustrado por Hiroaki Samura, estreou na revista de mangá Seinen da editora Kodansha, a Monthly Afternoon, em 25 de junho de 1993 e terminou em 25 de dezembro de 2012. A Kodansha reuniu seus 219 capítulos em trinta volumes de tankōbon, lançados de 19 de setembro de 1994 a 22 de fevereiro de 2013.
Uma sequência intitulada de Blade of the Immortal – Bakumatsu Arc (無限の住人～幕末ノ章～, Mugen no Jūnin ~ Nakumatsu no Fumi ~) , escrita por Kenji Takigawa e ilustrada por Ryū Suenobu, com a colaboração de Samura, foi iniciada na Monthly Afternoon em 25 de maio de 2019. A Kodansha lançou o primeiro volume tankōbon do mangá em 23 de outubro de 2019. Em 23 de outubro de 2020, três volumes foram lançados.

#### Lançamento da Dark Horse Comics
A versão em inglês do mangá é publicada pela Dark Horse Comics. O mangá iniciou sua publicação em edições mensais individuais, com a primeira edição sendo publicada em 1º de junho de 1996. Essas edições foram posteriormente reunidas em volumes individuais, e o primeiro foi publicado em 1º de março de 1997. Em 11 de outubro de 2007, a Dark Horse Comics anunciou que abandonaria as edições mensais, sendo a edição nº 131, lançada em 14 de novembro de 2007, a última. A série continuou a ser publicada apenas por meio de volumes comerciais de bolso, começando com o 18º volume, lançado em 6 de fevereiro de 2008. O 31º e último volume coletado foi publicado em 1º de abril de 2015.
Para preservar a integridade de sua arte, Samura solicitou à editora Dark Horse Comics que não "virasse" o mangá, ou seja, invertesse as páginas como se fosse um espelho. Na época, a prática de "virar" mangás era quase universal para aqueles traduzidos para o inglês. Em vez disso, Blade of the Immortal foi modificado para leitores ocidentais pelo método incomum de cortar os painéis e reorganizá-los na página para que a ação flua da esquerda para a direita. Outra razão para não "virar" a versão em inglês é a roupa de Manji, que apresenta um símbolo de manji, que se as páginas fossem "viradas" se pareceriam especificamente com a suástica nazista, em vez da antiga suástica eurasiana (que pode ter qualquer orientação), que para muitas culturas representa conceitos como paz e harmonia.
Embora a prática da indústria americana agora tenha mudado amplamente para a publicação de mangás traduzidos em sua orientação original da direita para a esquerda, Blade of the Immortal manteve o método de copiar e colar trabalhoso. O editor adverte que reorganizar os painéis não é infalível e pode levar a erros de continuidade; isso geralmente ocorre quando o fluxo de bolhas de texto depende do posicionamento dos caracteres nos painéis. Alguns efeitos sonoros dentro do painel foram retocados e redefinidos em inglês. Os efeitos sonoros japoneses que são parte integrante da obra de arte foram na maioria das vezes mantidos. Além disso, alguns balões de texto ou bordas do painel foram redesenhados e o andamento do script sutilmente alterado para entender a história ou a colocação dos balões de texto.
Na serialização mensal da Dark Horse, versões coloridas das páginas de título do capítulo de mangá correspondente eram frequentemente apresentadas como arte da capa, embora em alguns casos uma peça diferente de arte, como uma capa de tankōbon, fosse usada também. Os volumes originais do tankōbon japonês também coletaram mais capítulos do que os volumes em inglês publicados pela Dark Horse, como tal, eles são mais longos e não correspondem diretamente ao esquema de numeração em inglês.
Em julho de 2015, a Dark Hose Comics anunciou uma edição omnibus de Blade of the Immortal, com cada volume contendo 3 volumes originais, mantendo o formato da esquerda para a direita. Dez volumes foram lançados de 28 de dezembro de 2016 a 13 de novembro de 2019. Em março de 2020, a Dark Horse anunciou uma edição deluxe de relançamento em capa dura e o primeiro volume foi lançado em 7 de outubro de 2020.

### Anime
Em 23 de março de 2008, foi anunciado que uma adaptação do mangá para uma série de televisão animada seria dirigida por Kōichi Mashimo e produzida pela Bee Train no verão de 2008. A série foi ao ar de 13 de julho a 28 de dezembro de 2008 na AT-X. O tema de abertura é "Akai Usagi" (赤いウサギ, lit. "coelho vermelho") de Makura no Sōshi, e o tema de encerramento é "Want" da GRAPEVINE. Na América do Norte, a Media Blasters licenciou a série e lançou-a em 29 de setembro de 2009.
Uma nova adaptação de anime intitulada de Blade of the Immortal -Immortal- (無限の住人-IMMORTAL-, Mugen no Jūnin: Immortal) foi listada na capa da edição de julho da Monthly Afternoon em 10 de maio de 2019. Mais tarde, foi anunciado que a adaptação do anime seria uma adaptação completa. A série é animada pela Liden Films e dirigida por Hiroshi Hamasaki, com Makoto Fukami cuidando da composição da série, Shingo Ogiso desenhando os personagens e Eiko Ishibashi compondo a música. Foi ao ar de 10 de outubro de 2019 a 25 de março de 2020 no serviço de streaming da Amazon, Prime Video. O tema de abertura da série, "Survive of Vision", foi cantado por Kiyoharu. Em 15 de outubro de 2020, a Sentai Filmworks anunciou que tinha licenciado o anime para home-video e lançaria em disco blu-ray em 19 de janeiro de 2021.

### Filme
Em 2017, o mangá foi adaptado para um filme live action, dirigido por Takashi Miike com roteiro de Tetsuya Oishi e estrelado por Takuya Kimura como Manji.

## Recepção
A série ganhou um Prêmio de Excelência no Festival de Mídias artísticas do Japão de 1997. e o prêmio Will Eisner Comic Industry em 2000 de Melhor Edição de Material Estrangeiro dos EUA. O mangá teve ao todo 5 milhões de cópias impressas em fevereiro de 2017.